# Auffälligkeit (Informationstheorie)
Die Auffälligkeit (auch: Penetranz) ist ein Maß für den Beitrag eines Zeichens an der Gesamtentropie eines Systems, das um 1965 von dem deutschen Kybernetiker Helmar Frank eingeführt wurde.

## Definition

Die Funktion

### Informationsbeitrag und informationelle Ausnutzung
Bei der Untersuchung der von Claude Shannon eingeführten Entropie konzentrierte sich Frank auf den Term, der den Beitrag einzelner Wahrscheinlichkeiten zur Gesamtentropie liefert. Dieser relative – also auf die Länge einer Folge von Zeichen bezogene – Informationsbeitrag eines einzelnen Zeichens {\displaystyle z} wird von Frank als „informationelle Ausnutzung“ {\displaystyle \iota } bezeichnet. Im Grenzfall, d. h. bei genügend langen, stochastisch unabhängigen Folgen aus derselben Quelle entspricht diese dem Produkt aus der Wahrscheinlichkeit {\displaystyle p_{z}} des Ereignisses bzw. Zeichens und seines Informationsgehaltes {\displaystyle I_{z}=-\log _{2}p_{z}}:
{\displaystyle \iota =-p_{z}\cdot \log _{2}{p_{z}}}
Das Maximum dieser Funktion beträgt etwa {\displaystyle 0{,}530\,737\,8} bei:
{\displaystyle p_{\text{max}}={\tfrac {1}{\mathrm {e} }}\approx 0{,}367\,879\,44}.
Das Zeichen {\displaystyle \mathrm {e} } steht hier für die Eulersche Zahl.

### Überraschungsdichte und Auffälligkeit (Penetranz)
Bei der Untersuchung der Bedeutung dieser Funktion zog Frank, aufbauend auf den Arbeiten von Wilhelm Fucks, Parallelen zur menschlichen Wahrnehmung. Er definierte die Penetranz (Auffälligkeit) eines Zeichens als seinen Beitrag zur Gesamtunsicherheit/Entropie {\displaystyle \mathrm {H} (Z)} des Systems:
{\displaystyle a(z)={\iota (z) \over \mathrm {H} (Z)}}

## Interpretation
Frank und andere Wissenschaftler

mit Goldenem Schnitt

zogen Parallelen zwischen den Verhältnissen, die sich durch das Maximum der Auffälligkeit und den Goldenen Schnitt ergeben:
Maximum der Auffälligkeit:
{\displaystyle p_{\text{max}}\approx 0{,}368}
Verhältnis der kürzeren Strecke zur Gesamtstrecke beim goldenen Schnitt:
{\displaystyle b\approx 0{,}382}
Daraus schlossen sie, dass die Auffälligkeit eine informationstheoretische Erklärung für einen Aspekt des ästhetischen Empfindens ist.